# Jardins de Callunes
Les Jardins de Callunes sont un parc paysager et botanique implanté à Ban-de-Sapt dans les Vosges, à 550 mètres d'altitude. Les plantes ornementales rustiques y sont les plus nombreuses, callunes et autres bruyères en tête.

## Historique
La création du parc a été décidée en 1989. Son implantation s'est faite à l'endroit d'une décharge qui utilisait la cavité d'une ancienne carrière de grès.
Sa conception et sa réalisation furent confiées à Jacques Couturieux, paysagiste.
La pinède a été créée dès 1994, alors que 4 000 m3 de terre végétale et 900 tonnes de roches étaient apportés sur le parc.
L'ouverture au public date du 2 juin 1996. Dès la première année, le parc totalisa 6 000 visiteurs et se vit décerner le premier prix des jardins de Lorraine. En 2001, la fréquentation était de 14 000 visiteurs.
Le site a la particularité de se situer sur la ligne de front qui traversait la commune de Ban-de-Sapt lors de la Grande guerre. Un sentier fleuri emprunte d'ailleurs le parcours d'une ancienne tranchée militaire.
À compter du mois de mars 2018, une nouvelle gestion opère, privée : Anthony Coussot a repris le site.

## Zones paysagères
Différentes zones paysagères sont implantées dans le parc, dont :
- La pinède : rhododendrons et azalées à l'ombre de pins sylvestres.
- Les jardins de bruyères : 250 variétés d'éricacées formant un patchwork de couleurs.

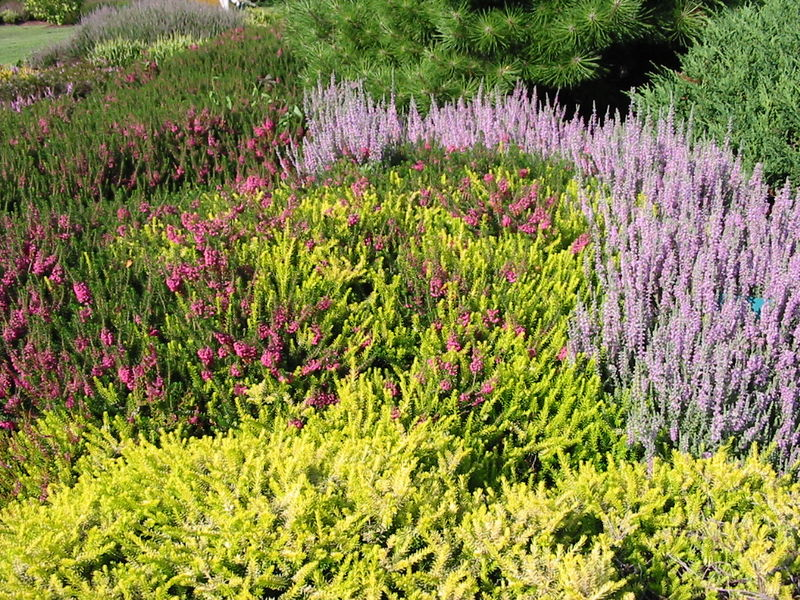
Éricacées en fleur

- Le jardin des vivaces : 180 variétés disposées en îlots sur 3 000 m2.
- La tranchée fleurie : arbustes, plantes de rocaille, conifères nains agrémentent une tranchée datant de 1915.
- Le plateau : bouleaux et pins, hortensias, viornes, cornouillers…
- Le ruisseau et le petit lac de montagne : plantes de zone humide ou de tourbière.
- La grande rocaille : rhododendrons, phlox, saxifrages…
- Les carrières : les petits cirques de grès rose abritent œillets nains, plantes aromatiques et pivoines arbustives.